# Jestřebí (Olomouc)
Jestřebí (in tedesco Groß Jestreby) è un comune della Repubblica Ceca facente parte del distretto di Šumperk, nella regione di Olomouc.